# Neanthes acuminata
Neanthes acuminata är en ringmaskart. Neanthes acuminata ingår i släktet Neanthes och familjen Nereididae. Inga underarter finns listade i Catalogue of Life.